# Жак Рансьєр
Жак Рансьєр (фр. Jacques Rancière; 1940, Алжир) — французький філософ, почесний професор Університету Париж VIII, Університет Венсен у Сен-Дені, керівник програми Міжнародного філософського колежу. Співавтор книги «Читати „Капітал“ (1965) разом зі структуралістським марксистом Луї Альтюсером та іншими. Після травневих заворушень 1968 року його праця набула критичного ставлення до альтюсеріанського марксизму. Згодом Рансьєр розвинув власний підхід, зосереджений на естетиці. 

## Твори
- Урок Альтюсера (La Leçon d'Althusser, Gallimard, 1975; La Fabrique édition, 2012)
- Слова робітників (разом із Аленом Фором; La Parole ouvrière, avec Alain Faure, 10/18, 1976 — La Fabrique, 2007 — з новою післямовою)
- Ніч пролетарів. Архіви робітничих снів (La Nuit des prolétaires. Archives du rêve ouvrier, Fayard 1981; Hachette Pluriel, 1997)
- Філософ і його бідняки (Le Philosophe et ses pauvres, Fayard, 1983, Flammarion, 2007 et 2010)
- Луї-Габріель Гоні: плебейський філософ (Louis-Gabriel Gauny: le philosophe plébéien (édition de Jacques Rancière), Presses universitaires de Vincennes, 1985)
- Учитель-незнайко. П’ять уроків розкріпачення розуму (Le Maître ignorant: Cinq leçons sur l'émancipation intellectuelle, Fayard 1987 - 10/18 Poche, 2004)
- Короткі мандрівки до країни простих людей (Courts voyages au Pays du peuple, Le Seuil, 1990)
- Імена історії. Нарис про поетику знання (Les Noms de l'histoire. Essai de poétique du savoir, Le Seuil, 1992)
- Маларме, політика сирени (Mallarmé, la politique de la sirène, Hachette, 1996)
- На краю політичного (Aux bords du politique, Osiris, 1990, La Fabrique 1998, Folio, 2003)
- Незгода (La Mésentente, Galilée, 1995)
- Зупинка на історії, разом із Ж.-Л. Комолі (Arrêt sur histoire, avec Jean-Louis Comolli, Centre Georges-Pompidou, 1997)
- Плоть слів. Політика письма (La Chair des mots. Politique de l'écriture, Galilée, 1998)
- Німе промовляння: Нарис про суперечності літератури (La Parolepe muette. Essai sur les contradictions de la littérature, Hachette, 1998)
- Розподіл чуттєвого (Le Partage du sensible, La Fabrique, 2000)
- Кінематографічна байка (La Fable cinématographique, Le Seuil, 2001)
- Естетичне несвідоме (L'Inconscient esthétique, La Fabrique, 2001)
- Доля образів (Le Destin des images, La Fabrique, 2003)
- Сцени народу (статті з часопису «Логічнні бунти») (Les Scènes du Peuple, Horlieu, 2003 (réédition des articles parus dans Les Révoltes logiques)
- Клопіт із естетикою (Malaise dans l'esthétique, Galilée, 2004)
- Простір слів: від Маларме до Бродхарса (L'Espace des mots: De Mallarmé à Broodthaers, Musée des Beaux Arts de Nantes, 2005)
- Ненависть до демократії (La Haine de la démocratie, La Fabrique, 2005)
- Хроніка консенсусних часів (Chronique des temps consensuels, Le Seuil, 2005)
- Зміщена філософія: Навколо Жака Рансьєра, колоквіум (La Philosophie déplacée. Autour de Jacques Rancière, Actes du colloque de Cerisy. Horlieu, 2006)
- Політика літератури (Politique de la littérature, Galilée, 2007)
- Розкріпачений глядач (Le Spectateur émancipé, La Fabrique, 2008)
- І тим гірше для втомлених: Бесіди (Et tant pis pour les gens fatigués. Entretiens, Éditions Amsterdam, 2009)
- Політичні моменти — Виступи 1977-2009 (Moments politiques — Interventions 1977-2009, La fabrique, 2009)
- Відхилення кіно  (Les Écarts du cinéma, La Fabrique, 2011)
- Естезис: сцени естетичного режиму (Aisthesis, Scènes du régime esthétique de l'art, Galilée, 2011)
- Бела Тарр, час опісля (Béla Tarr, le temps d'après, Capricci éditions, coll. «Actualité critique»,‎ 2011)
- Фігури історії (Figures de l'histoire, PUF, coll. «Travaux Pratiques»,‎ 2012)
- Загублена нитка (Le fil perdu, La Fabrique,‎ 2014)

## Українські переклади
- Рансьєр, Жак. Учитель-незнайко. П’ять уроків із розкріпачення розуму / З французької переклав Андрій Рєпа — Київ: Ніка-Центр, 2014. — 168 с.